# Prima linea (film)
Prima linea (Attack!) è un film del 1956 diretto da Robert Aldrich, con Jack Palance, Eddie Albert e Lee Marvin: è tratto dal racconto Fragile Fox di Norman Brooks. Il film, critico delle gerarchie militari e delle loro connessioni con i politici, fu prodotto con pochi mezzi e senza la collaborazione dell'esercito americano. Un'associazione di reduci organizzò il boicottaggio del film.
Il film uscì in anteprima alla 17ª Mostra internazionale d'arte cinematografica di Venezia nel settembre 1956, ottenendo il "Gran premio della critica".

## Trama
Nell'inverno del 1944, nella zona delle Ardenne, al confine tra Francia e Belgio, la compagnia della fanteria americana "Volpe fragile" si trova in una difficile situazione: il suo comandante è il capitano Cooney, che si è arruolato per volere del padre, un importante uomo politico a cui serve un figlio "eroe di guerra" per la sua carriera politica. Appoggiato dal colonnello Bartlett, Cooney, che credeva di imboscarsi in qualche ufficio di Washington, ha più volte manifestato in prima linea di essere un vigliacco e di non avere capacità di comando. Per colpa sua, infatti, durante l'attacco a un bunker tedesco su una collina, avevano perso la vita alcuni soldati del plotone del tenente Costa, un duro ed esperto ufficiale, molto affezionato ai suoi uomini.
Il tenente Costa, con l'aiuto del tenente Woodruff, cerca di far togliere a Cooney il comando della compagnia, senza riuscirci. Il colonnello Bartlett incarica la compagnia "Volpe fragile" di perlustrare una piccola cittadina che non si sa se sia occupata dai soldati tedeschi. Cooney, pensando di sbarazzarsi del tenente Costa, lo incarica della pericolosa missione. Quando il plotone sta per entrare nella cittadina i tedeschi, che sono numerosi, aprono il fuoco, facendo molte vittime fra gli americani; si salvano solo Costa e quattro soldati, che si rifugiano in una casa alla periferia del paese. Usando la radio chiedono inutilmente al capitano Cooney d'intervenire con dei rinforzi per potersi sganciare.
Intanto i soldati di Costa catturano due militari tedeschi delle SS, tra cui un ufficiale, che si erano rifugiati nella cantina della stessa casa occupata dagli americani. Costa uccide l'ufficiale per spaventare e costringere a parlare il soldato, che fornisce preziose informazioni sulle forze asserragliate nel paese. Intanto il tenente Woodruff fa sparare dall'artiglieria americana delle granate fumogene per favorire la fuga di Costa, che, pur ferito ad una gamba, riesce a raggiungere insieme ai suoi uomini e al prigioniero le linee americane. I tedeschi intanto scatenano un contrattacco, impiegando due carri armati che erano nascosti nel paese; nella città, ormai in mano americana, arriva Bartlett che ordina a un terrorizzato Cooney di resistere fino all'arrivo dei rinforzi. A questo punto riappare Costa, che vorrebbe uccidere Cooney, ma Woodruff lo ferma e lo fa calmare. Nello scontro con i tedeschi Costa riesce a mettere fuori uso entrambi i carri tedeschi, ma il secondo mezzo gli schiaccia un braccio con il cingolo.
Nel frattempo Cooney ha praticamente perso il controllo: va in una cantina in cui si sono rifugiati Woodruf e i superstiti del plotone di Costa, e comincia a urlare di voler arrendersi senza combattere, rischiando di farli scoprire dai tedeschi che hanno quasi occupato la città. Costa, gravemente ferito, arriva nella cantina deciso a uccidere Cooney, ma muore prima di farlo; il capitano ora vorrebbe uscire e arrendersi ai tedeschi, ma viene ucciso dal tenente Woodruf con la complicità degli uomini di Costa. Finalmente arrivano i carri americani, che respingono i tedeschi. Il colonnello Bartlett, desideroso di mettere a tacere tutta la faccenda, in cambio del silenzio promuove Woodruf a capitano, ma questi si rifiuta e il film si chiude con Woodruf che chiama il quartier generale per raccontare al comandante della divisione la verità.

## Recensione
«Il film, che da principio ha un andamento piuttosto incolore, acquista via via forza drammatica attraverso una narrazione serrata, che comprende scene in cui i conflitti psicologici si esacerbano, giungendo a manifestazioni violente. Regia impegnata e molto vigorosa, interpretazione di non comune efficacia da parte di Palance e degli altri. Forse nuoce alla scorrevolezza del film l'intento chiaramente didattico della tesi.»
Il film propone una severa critica nei confronti dell'autorità dei gradi militari superiori rappresentati dal cinico colonnello Bartlett, che bada solo a salvaguardare la sua carriera militare, ma anche quella civile successiva alla guerra e dal patologico vigliacco capitano Cooney la cui figura è spesso accompagnata da una triste musichetta così come le smorfie che lo caratterizzano rendono il personaggio riprovevole e disgustoso. Nella ribellione del tenente Costa e dei suoi soldati alla minaccia esterna dei nemici e a quella interna del vigliacco sostenuto dalla politica appare anche una critica al sistema politico che per i suoi interessi personali diventa nemico del popolo.
Il personaggio interpretato da Jack Palance (il tenente Joe Costa), come richiama il titolo del romanzo ispiratore del film è davvero una "volpe fragile": astuto in battaglia, la sua fragilità è nel dover affrontare il sistema politico-militare che origina la vigliaccheria e il cinismo degli ufficiali che causano la morte dei suoi soldati. Tuttavia il messaggio di Aldrich più che antimilitarista in senso stretto, sembra rivolto al modo in cui la guerra deve essere combattuta; è pur vero che i soldati sono fragili, cinici e consapevoli di essere delle pedine sacrificabili, ma almeno se debbono morire intendono farlo con dignità e guidati da ufficiali che sanno il fatto loro. Si tratta di un tema caro al regista che nell'altro suo capolavoro bellico Quella sporca dozzina in parte riprende l'argomento: il soldato Wladislaw, interpretato da Charles Bronson, è stato infatti condannato a morte per aver ucciso un ufficiale codardo.
Tutti protagonisti della storia, rappresentati in un ambiente che richiama l'origine teatrale del film, sono poi accomunati dal sentimento della paura causato dalla guerra e il loro modo di fronteggiarla che li caratterizza come uomini.

## Antologia della critica
- «Nella storia dei film di guerra americani, Prima linea è un avvenimento basilare: i toni del periodo della guerra fredda, la responsabilità sociale del comando, la natura del nemico sono stravolti e trasfigurati. Prima linea è il primo film bellico del dopoguerra che collega la nuova brutalità della guerra con la confusione, la corruzione e l'incompetenza dei comandi americani e dei motivi americani: in questo senso è il primo film contro la guerra di quel periodo. Il combattimento non è solo una giungla, è anche lo sfogo di menti criminali, un macello. Prima linea ci mostra l'altra faccia della medaglia.. Criminali, pazzi, idioti nelle file alleate, integrati nel sistema. La speranza individuale è una faccenda privata. Il resto è caos: il capitano è un codardo, il colonnello un uomo corrotto, e quanto al generale.. chi lo sa?»[6]
- «Impietoso e crudo nel descrivere le azioni di guerra, Aldrich realizza un film che sconvolge ogni precedente: non c'è pietà né eroismo, c'è solo paura e viltà, e una catena di fatti atroci. Poiché non si celebra nulla, se non la sofferenza degli uomini al fronte, l'esercito statunitense rifiuta di collaborare e non fornisce né armi né mezzi. Ci si deve arrangiare con tanti piccoli accorgimenti, ed è forse proprio questa "povertà" che rende così aspra e minuziosa l'analisi degli orrori della guerra.Quando Costa, mutilato e sanguinante, si presenta sull'alto della scala, contro il cielo, è come se comparisse l'arcangelo vendicatore. Brutalità visive così forti il cinema non le aveva ancora mostrate. Non v'è riscatto, né patriottismo, né enfasi. L'uomo non ha scampo, mai.»[7]
- «Film un po' teatrale, ma violento e convincente, significativo dello stile del regista e del suo amore per la forza di certi effetti cinematografici, per un taglio rapido e per l'amarezza del suo tono. Forse un po' confuso, il suo contenuto è peraltro decisamente antimilitarista.»[8]
- «Uno dei migliori film bellici di sempre, dove i conflitti tra i personaggi sono altrettanto violenti quanto quelli tra gli eserciti nemici, mentre Aldrich dirige le scene di battaglia con la stessa furia e suspense di quelle dialogate. Le scenografie povere e l'aria di disfacimento risultano congeniali a un film secco e, per i tempi, di un realismo brutale. Non così pacifista come sembrò allora.»[9]
- «Dramma di guerra sin troppo crudo e realistico, quasi compiaciuto nelle sue brutalità e nelle sue "moderne" eversioni, tipiche del resto dello stile incisivo ma assai discutibile di Aldrich.»[10]

## Riconoscimenti
- 1956 - Mostra internazionale d'arte cinematografica
  - Gran premio della critica